# Junas
Junas [ʒynas] est une commune française située dans le sud du département du Gard, en région Occitanie.
Exposée à un climat méditerranéen, elle est drainée par le Vidourle, le Lissac, le ruisseau des Corbières et par un autre cours d'eau. La commune possède un patrimoine naturel remarquable : un site Natura 2000 (« le Vidourle ») et trois zones naturelles d'intérêt écologique, faunistique et floristique.
Junas est une commune rurale qui compte 1 260 habitants en 2022, après avoir connu une forte hausse de la population depuis 1968. Elle est dans l'unité urbaine de Sommières et fait partie de l'aire d'attraction de Nîmes. Ses habitants sont appelés les Junasols et Junasoles.
Le patrimoine architectural de la commune comprend un immeuble protégé au titre des monuments historiques : le mas de Christin, inscrit en 1985.
La commune est devenue célèbre en région pour son fameux festival de jazz en plein air (Jazz à Junas) qui a lieu chaque année en début d'été dans les Carrières de Junas (http://www.jazzajunas.fr/).

## Géographie

### Localisation
Les communes de Aubais, Congénies, Villevieille et Sommières sont limitrophes de la commune de Junas.

### Climat
Pour des articles plus généraux, voir Climat de l'Occitanie et Climat du Gard.
En 2010, le climat de la commune est de type climat méditerranéen franc, selon une étude s'appuyant sur une série de données couvrant la période 1971-2000. En 2020, Météo-France publie une typologie des climats de la France métropolitaine dans laquelle la commune est exposée à un climat méditerranéen et est dans la région climatique Provence, Languedoc-Roussillon, caractérisée par une pluviométrie faible en été, un très bon ensoleillement (2 600 h/an), un été chaud (21,5 °C), un air très sec en été, sec en toutes saisons, des vents forts (fréquence de 40 à 50 % de vents > 5 m/s) et peu de brouillards.
Pour la période 1971-2000, la température annuelle moyenne est de 14,2 °C, avec une amplitude thermique annuelle de 17 °C. Le cumul annuel moyen de précipitations est de 749 mm, avec 6 jours de précipitations en janvier et 2,8 jours en juillet. Pour la période 1991-2020, la température moyenne annuelle observée sur la station météorologique la plus proche, située sur la commune de Villevieille à 3 km à vol d'oiseau, est de 14,8 °C et le cumul annuel moyen de précipitations est de 761,1 mm,. Pour l'avenir, les paramètres climatiques de la commune estimés pour 2050 selon différents scénarios d'émission de gaz à effet de serre sont consultables sur un site dédié publié par Météo-France en novembre 2022.

### Voies de communication et transports
La commune de Junas a été desservie aux XIXe et XXe siècles, par deux lignes de chemin de fer, avec une petite gare sur la Ligne de Sommières à Saint-Césaire, à 500 m au nord du centre-ville en direction de Congénies (ligne déclassée en 1991) et un arrêt (1 km au sud) sur la Ligne de Sommières à Gallargues en direction des Aubais (déclassée en 1954).

### Milieux naturels et biodiversité

#### Réseau Natura 2000

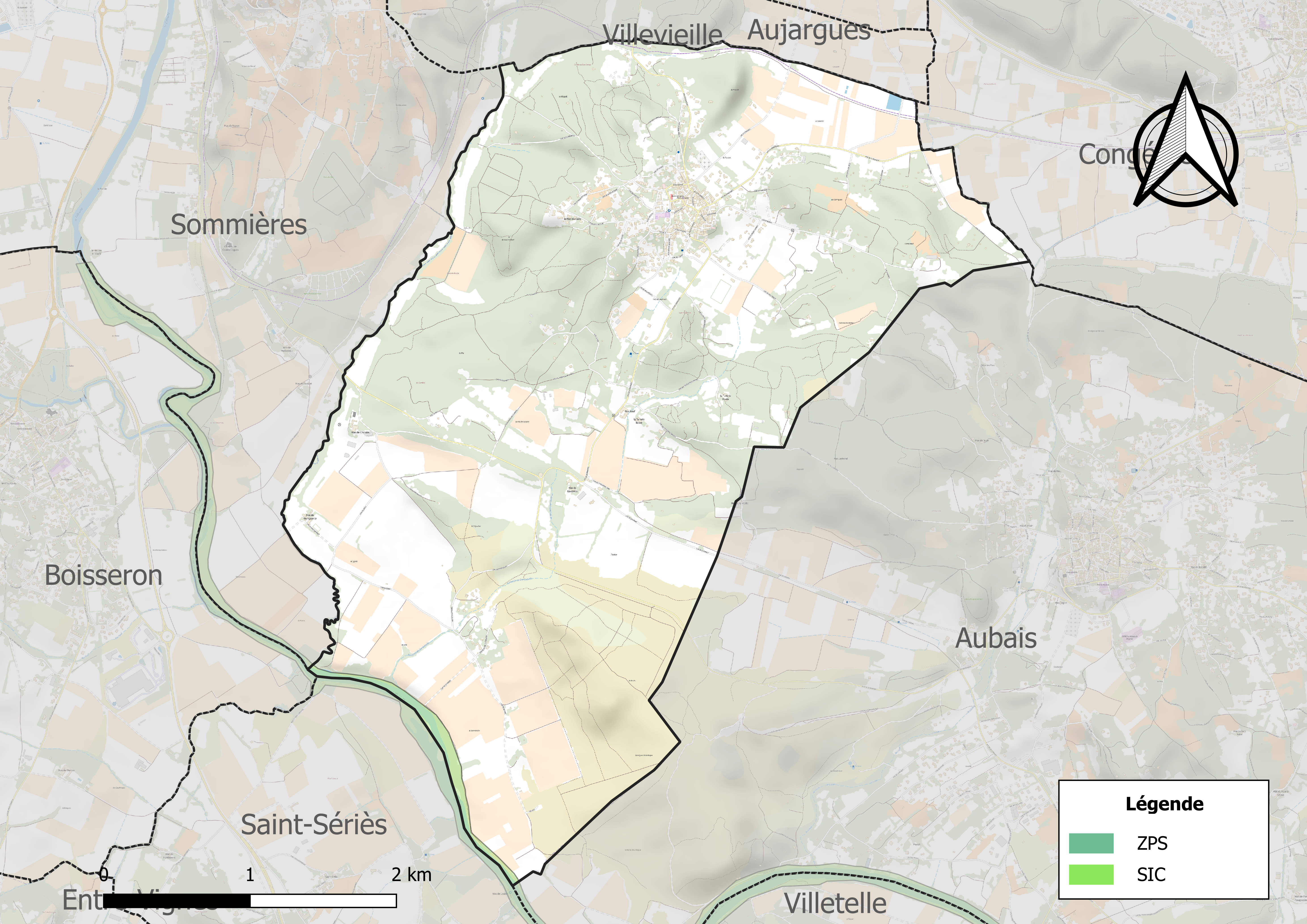
Site Natura 2000 sur le territoire communal.

Le réseau Natura 2000 est un réseau écologique européen de sites naturels d'intérêt écologique élaboré à partir des directives habitats et oiseaux, constitué de zones spéciales de conservation (ZSC) et de zones de protection spéciale (ZPS).
Un site Natura 2000 a été défini sur la commune au titre de la directive habitats : « le Vidourle », d'une superficie de 209 ha, présentant un intérêt biologique tout particulier au regard de l'existence d'espèces aquatiques et palustres remarquables et singulières par rapport à d'autres cours d'eau de la région. Le Gomphe de Graslin, libellule d'intérêt communautaire, justifie notamment l'inscription du Vidourle au réseau Natura 2000.

#### Zones naturelles d'intérêt écologique, faunistique et floristique
L’inventaire des zones naturelles d'intérêt écologique, faunistique et floristique (ZNIEFF) a pour objectif de réaliser une couverture des zones les plus intéressantes sur le plan écologique, essentiellement dans la perspective d’améliorer la connaissance du patrimoine naturel national et de fournir aux différents décideurs un outil d’aide à la prise en compte de l’environnement dans l’aménagement du territoire.
Deux ZNIEFF de type 1 sont recensées sur la commune :
le « cours du Vidourle de Salinelles à Gallargues » (153 ha), couvrant 10 communes dont 6 dans le Gard et 4 dans l'Hérault, et 
le « vallon du ruisseau des Corbières » (72 ha), couvrant 4 communes du département
et une ZNIEFF de type 2, : 
la « vallée du Vidourle de Sauve aux étangs » (691 ha), couvrant 21 communes dont 16 dans le Gard et 5 dans l'Hérault.

Carte des ZNIEFF de type 1 et 2 à Junas.
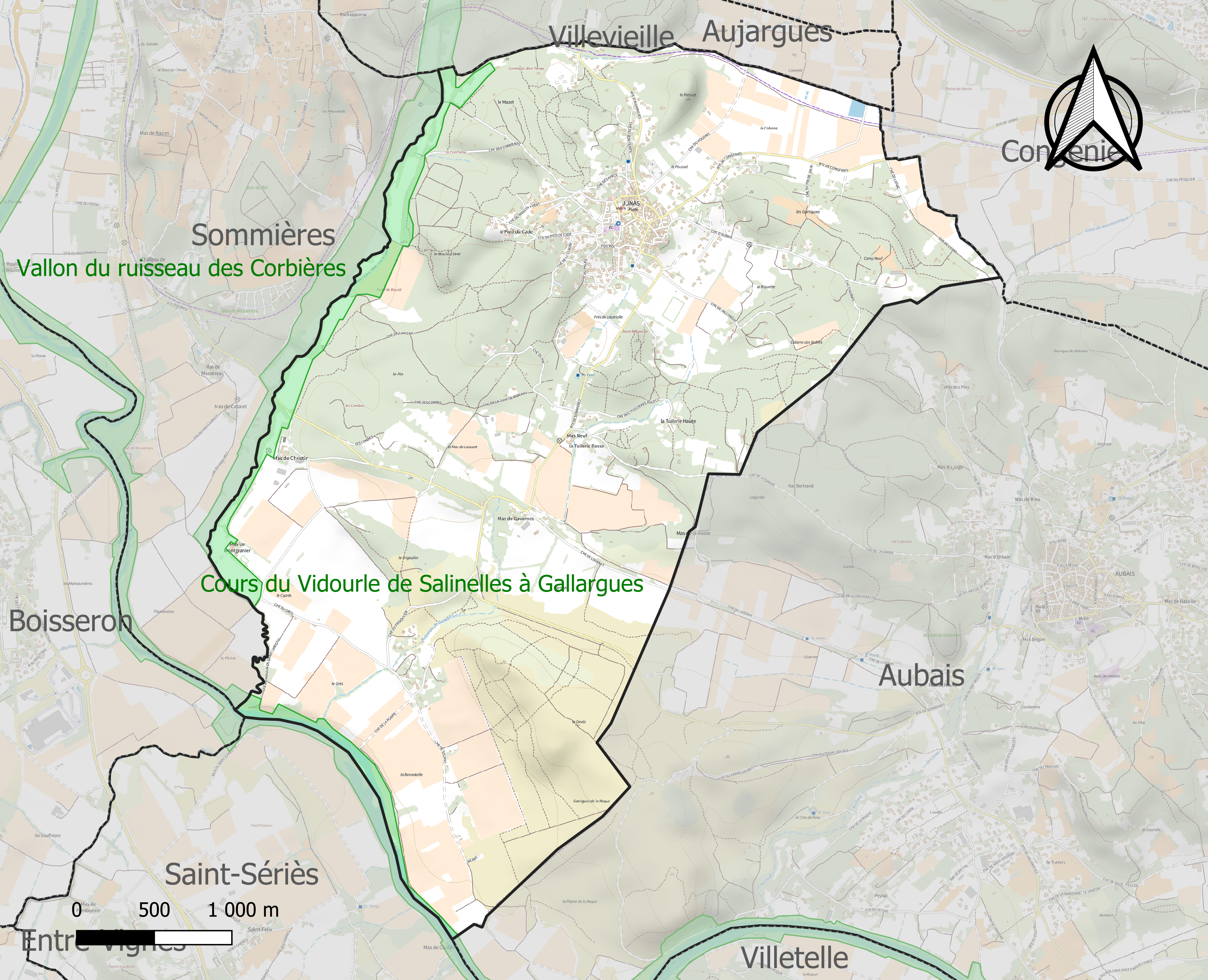
Carte des ZNIEFF de type 1 sur la commune.
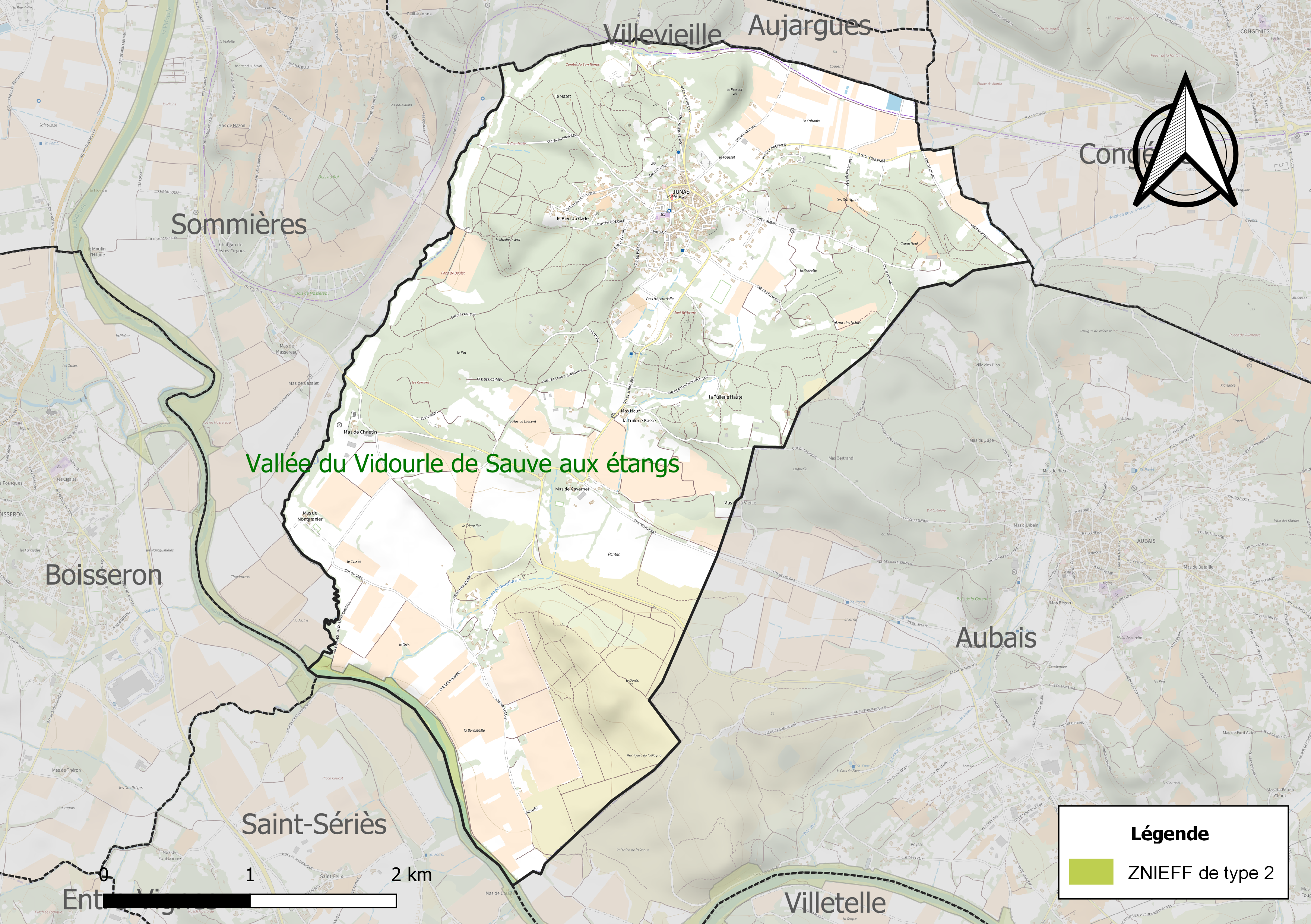
Carte de la ZNIEFF de type 2 sur la commune.

## Urbanisme

### Typologie
Au 1er janvier 2024, Junas est catégorisée bourg rural, selon la nouvelle grille communale de densité à sept niveaux définie par l'Insee en 2022.
Elle appartient à l'unité urbaine de Sommières, une agglomération intra-départementale regroupant trois  communes, dont elle est une commune de la banlieue,,. Par ailleurs la commune fait partie de l'aire d'attraction de Nîmes, dont elle est une commune de la couronne,. Cette aire, qui regroupe 92 communes, est catégorisée dans les aires de 200 000 à moins de 700 000 habitants,.

### Occupation des sols
L'occupation des sols de la commune, telle qu'elle ressort de la base de données européenne d’occupation biophysique des sols Corine Land Cover (CLC), est marquée par l'importance des forêts et milieux semi-naturels (50 % en 2018), une proportion sensiblement équivalente à celle de 1990 (50,5 %). La répartition détaillée en 2018 est la suivante : 
cultures permanentes (39,2 %), forêts (31,9 %), milieux à végétation arbustive et/ou herbacée (18,1 %), zones urbanisées (6,1 %), zones agricoles hétérogènes (4,6 %). L'évolution de l’occupation des sols de la commune et de ses infrastructures peut être observée sur les différentes représentations cartographiques du territoire : la carte de Cassini (XVIIIe siècle), la carte d'état-major (1820-1866) et les cartes ou photos aériennes de l'IGN pour la période actuelle (1950 à aujourd'hui).

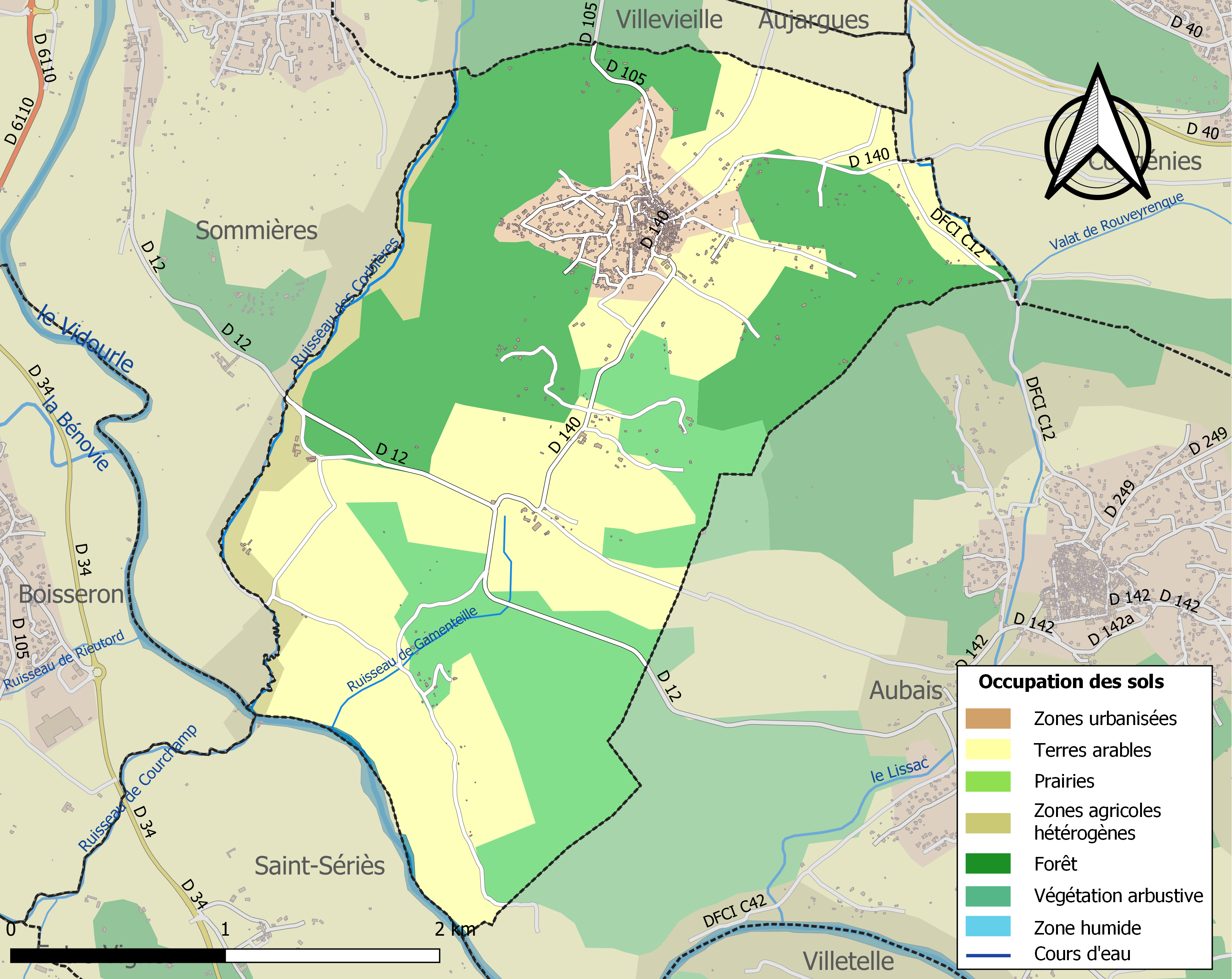
Carte des infrastructures et de l'occupation des sols de la commune en 2018 (CLC).

### Risques majeurs
Le territoire de la commune de Junas est vulnérable à différents aléas naturels : météorologiques (tempête, orage, neige, grand froid, canicule ou sécheresse), inondations, feux de forêts et séisme (sismicité faible). Un site publié par le BRGM permet d'évaluer simplement et rapidement les risques d'un bien localisé soit par son adresse soit par le numéro de sa parcelle.
La commune fait partie du territoire à risques importants d'inondation (TRI) de Montpellier/Lunel/Maugio/Palavas, regroupant 49 communes du bassin de vie de l'Montpellier et s'étendant sur les départements de  l'Hérault et du Gard, un des 31 TRI qui ont été arrêtés fin 2012 sur le bassin Rhône-Méditerranée, retenu au regard des risques de submersions marines et de débordements du Vistre, du Vidourle, du Lez et de la Mosson. Parmi les derniers événements significatifs qui ont touché le territoire, peuvent être citées les crues de septembre 2002 et de septembre 2003 (Vidourle) et les tempêtes de novembre 1982 et décembre 1997 qui ont touché le littoral. Des cartes des surfaces inondables ont été établies pour trois scénarios : fréquent (crue de temps de retour de 10 ans à 30 ans), moyen (temps de retour de 100 ans à 300 ans) et extrême (temps de retour de l'ordre de 1 000 ans, qui met en défaut tout système de protection),. La commune a été reconnue en état de catastrophe naturelle au titre des dommages causés par les inondations et coulées de boue survenues en 1982, 1988, 1994, 2002, 2005, 2014 et 2021,.

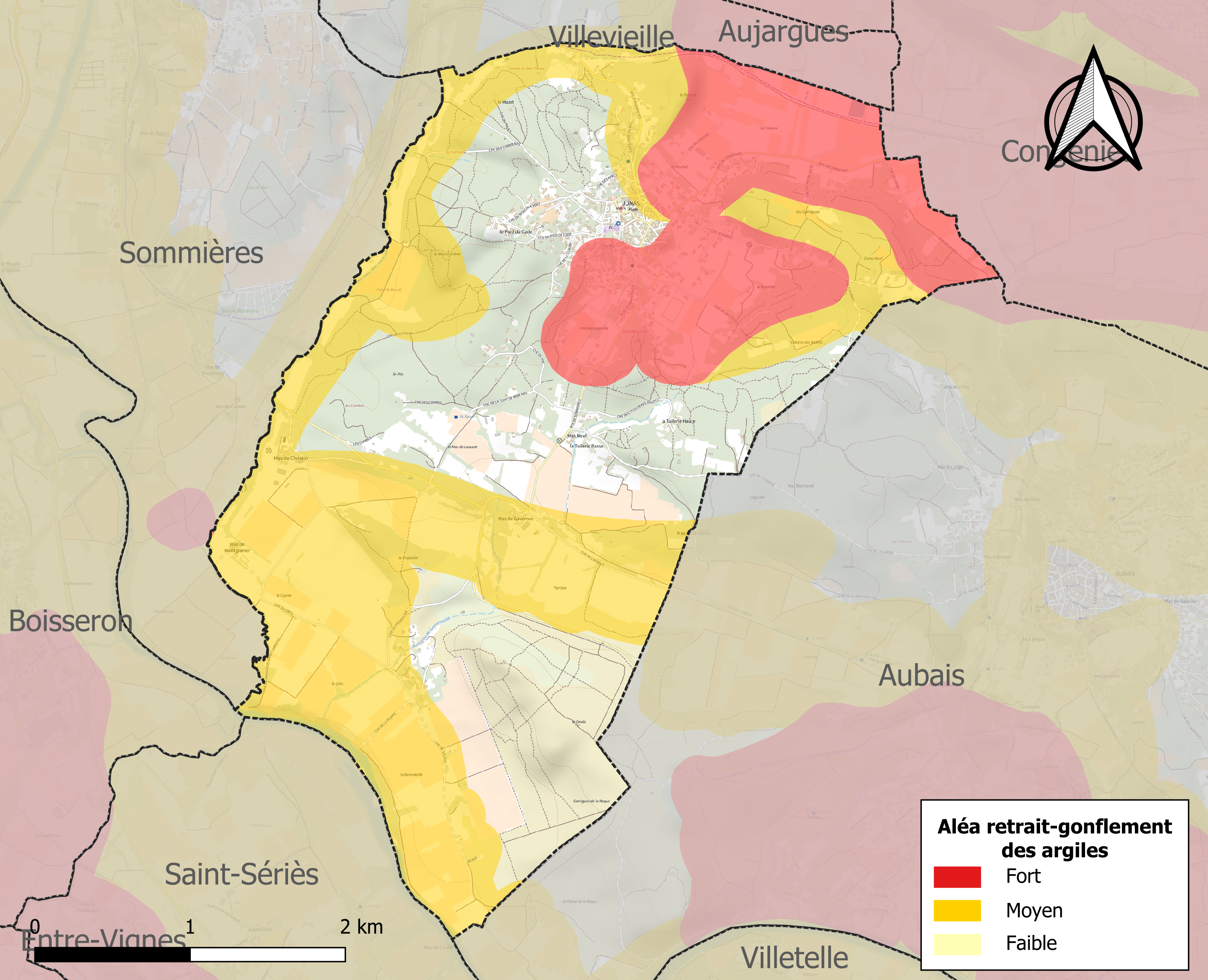
Carte des zones d'aléa retrait-gonflement des sols argileux de Junas.

Le retrait-gonflement des sols argileux est susceptible d'engendrer des dommages importants aux bâtiments en cas d’alternance de périodes de sécheresse et de pluie. 62,4 % de la superficie communale est en aléa moyen ou fort (67,5 % au niveau départemental et 48,5 % au niveau national). Sur les 580 bâtiments dénombrés sur la commune en 2019, 336 sont en aléa moyen ou fort, soit 58 %, à comparer aux 90 % au niveau départemental et 54 % au niveau national. Une cartographie de l'exposition du territoire national au retrait gonflement des sols argileux est disponible sur le site du BRGM,.
Par ailleurs, afin de mieux appréhender le risque d’affaissement de terrain, l'inventaire national des cavités souterraines permet de localiser celles situées sur la commune.

## Toponymie
En occitan Junàs, attesté Junassium, 1384 ( DR )
Ses habitants sont des Junassols et Junassoles.
Le hameau de Gavernes est une ancienne paroisse, vers 1700 elle ne comptait que sept feux.

## Histoire

### Moyen Âge
Junas est mentionné sous le nom de Junassium en 1384 dans le dénombrement de la sénéchaussée.

### Époque moderne
En 1724, Junas et Gavernes furent unies au marquisat d'Aubais, érigé pour Charles de Baschi.

## Politique et administration

### Liste des maires
| Période                                  | Période  | Identité          | Étiquette | Qualité    |
| ---------------------------------------- | -------- | ----------------- | --------- | ---------- |
| avant 1988                               | 2008     | Jean-Paul Lauze   | DVG       |            |
| 2008                                     | 2014     | Michel Muller     | PS        |            |
| 2014                                     | En cours | Marie-José Pellet | DVG       | Professeur |
| Les données manquantes sont à compléter. |          |                   |           |            |

## Population et société

### Démographie
L'évolution du nombre d'habitants est connue à travers les recensements de la population effectués dans la commune depuis 1793. Pour les communes de moins de 10 000 habitants, une enquête de recensement portant sur toute la population est réalisée tous les cinq ans, les populations de référence des années intermédiaires étant quant à elles estimées par interpolation ou extrapolation. Pour la commune, le premier recensement exhaustif entrant dans le cadre du nouveau dispositif a été réalisé en 2008.

En 2022, la commune comptait 1 260 habitants, en évolution de +15,7 % par rapport à 2016 (Gard : +2,97 %, France hors Mayotte : +2,11 %).
| 1793 | 1800 | 1806 | 1821 | 1831 | 1836 | 1841 | 1846 | 1851 |
| ---- | ---- | ---- | ---- | ---- | ---- | ---- | ---- | ---- |
| 580  | 601  | 503  | 659  | 614  | 607  | 588  | 621  | 629  |

| 1856 | 1861 | 1866 | 1872 | 1876 | 1881 | 1886 | 1891 | 1896 |
| ---- | ---- | ---- | ---- | ---- | ---- | ---- | ---- | ---- |
| 600  | 562  | 572  | 535  | 535  | 542  | 502  | 450  | 478  |

| 1901 | 1906 | 1911 | 1921 | 1926 | 1931 | 1936 | 1946 | 1954 |
| ---- | ---- | ---- | ---- | ---- | ---- | ---- | ---- | ---- |
| 548  | 531  | 509  | 440  | 428  | 435  | 427  | 361  | 340  |

| 1962 | 1968 | 1975 | 1982 | 1990 | 1999 | 2006 | 2008  | 2013  |
| ---- | ---- | ---- | ---- | ---- | ---- | ---- | ----- | ----- |
| 326  | 321  | 363  | 518  | 648  | 721  | 968  | 1 038 | 1 079 |

| 2018  | 2022  | - | - | - | - | - | - | - |
| ----- | ----- | - | - | - | - | - | - | - |
| 1 126 | 1 260 | - | - | - | - | - | - | - |

### Manifestations culturelles et festivités
Le village organise depuis 20 ans la fête de la pierre fin juin, début juillet ainsi qu'un festival international de jazz, Jazz à Junas qui se déroule dans le cadre des anciennes carrières durant la seconde quinzaine de juillet. Aujourd'hui, le festival partage ses concerts entre les carrières de Junas et les arènes de Vauvert.

## Économie

### Revenus
En 2018  (données Insee publiées en septembre 2021), la commune compte 473 ménages fiscaux, regroupant 1 090 personnes. La médiane du revenu disponible par unité de consommation est de 21 350 € (20 020 € dans le département).

### Emploi
|                | 2008   | 2013  | 2018   |
| -------------- | ------ | ----- | ------ |
| Commune        | 8,6 %  | 9,8 % | 11,1 % |
| Département    | 10,6 % | 12 %  | 12 %   |
| France entière | 8,3 %  | 10 %  | 10 %   |

En 2018, la population âgée de 15 à 64 ans s'élève à 732 personnes, parmi lesquelles on compte 78 % d'actifs (66,9 % ayant un emploi et 11,1 % de chômeurs) et 22 % d'inactifs,. Depuis 2008, le taux de chômage communal (au sens du recensement) des 15-64 ans est inférieur à celui du département, mais supérieur à celui de la France.
La commune fait partie de la couronne de l'aire d'attraction de Nîmes, du fait qu'au moins 15 % des actifs travaillent dans le pôle,. Elle compte 86 emplois en 2018, contre 122 en 2013 et 112 en 2008. Le nombre d'actifs ayant un emploi résidant dans la commune est de 493, soit un indicateur de concentration d'emploi de 17,4 % et un taux d'activité parmi les 15 ans ou plus de 62,5 %.
Sur ces 493 actifs de 15 ans ou plus ayant un emploi, 67 travaillent dans la commune, soit 14 % des habitants. Pour se rendre au travail, 89,9 % des habitants utilisent un véhicule personnel ou de fonction à quatre roues, 2,2 % les transports en commun, 3,4 % s'y rendent en deux-roues, à vélo ou à pied et 4,5 % n'ont pas besoin de transport (travail au domicile).

### Activités hors agriculture

#### Secteurs d'activités
101 établissements sont implantés  à Junas au 31 décembre 2019. Le tableau ci-dessous en détaille le nombre par secteur d'activité et compare les ratios avec ceux du département,.
| Secteur d'activité                                                                                        | Commune | Commune | Département |
| Secteur d'activité                                                                                        | Nombre  | %       | %           |
| --- | ------- | ------- | ----------- |
| Ensemble                                                                                                  | 101     | 100 %   | (100 %)     |
| Industrie manufacturière, industries extractives et autres                                                | 10      | 9,9 %   | (7,9 %)     |
| Construction                                                                                              | 20      | 19,8 %  | (15,5 %)    |
| Commerce de gros et de détail, transports, hébergement et restauration                                    | 29      | 28,7 %  | (30 %)      |
| Information et communication                                                                              | 3       | 3 %     | (2,2 %)     |
| Activités financières et d'assurance                                                                      | 2       | 2 %     | (3 %)       |
| Activités immobilières                                                                                    | 4       | 4 %     | (4,1 %)     |
| Activités spécialisées, scientifiques et techniques et activités de services administratifs et de soutien | 17      | 16,8 %  | (14,9 %)    |
| Administration publique, enseignement, santé humaine et action sociale                                    | 11      | 10,9 %  | (13,5 %)    |
| Autres activités de services                                                                              | 5       | 5 %     | (8,8 %)     |

Le secteur du commerce de gros et de détail, des transports, de l'hébergement et de la restauration est prépondérant sur la commune puisqu'il représente 28,7 % du nombre total d'établissements de la commune (29 sur les 101 entreprises implantées  à Junas), contre 30 % au niveau départemental.

#### Entreprises et commerces
Les quatre entreprises ayant leur siège social sur le territoire communal qui génèrent le plus de chiffre d'affaires en 2020 sont : 
- Le Comptoir Junasol, autres commerces de détail alimentaires en magasin spécialisé (197 k€)
- Agapanthes, terrains de camping et parcs pour caravanes ou véhicules de loisirs (100 k€)
- CTB, travaux de menuiserie bois et PVC (59 k€)
- Marie Et Paul, location de terrains et d'autres biens immobiliers (7 k€)

### Agriculture
La commune est dans le « Soubergues », une petite région agricole occupant une frange sud-ouest du département du Gard. En 2020, l'orientation technico-économique de l'agriculture  sur la commune est la viticulture. 
|               | 1988 | 2000 | 2010 | 2020 |
| ------------- | ---- | ---- | ---- | ---- |
| Exploitations | 28   | 17   | 19   | 19   |
| SAU (ha)      | 326  | 469  | 561  | 303  |

Le nombre d'exploitations agricoles en activité et ayant leur siège dans la commune est passé de 28 lors du recensement agricole de 1988  à 17 en 2000 puis à 19 en 2010 et enfin à 19 en 2020, soit une baisse de 32 % en 32 ans. Le même mouvement est observé à l'échelle du département qui a perdu pendant cette période 61 % de ses exploitations,. La surface agricole utilisée sur la commune a également diminué, passant de 326 ha en 1988 à 303 ha en 2020. Parallèlement la surface agricole utilisée moyenne par exploitation a augmenté, passant de 12 à 16 ha.

## Culture locale et patrimoine

### Édifices civils
- Mas de Christin  Inscrit MH (1985)[37] : Il s'agit d'une 'ferme bastide'. Cet édifice remonte au second quart du XIXe siècle, époque Restauration, Louis Philippe. Les façades et toitures du corps de logis, les pièces du rez-de-chaussée décorées, à l'exclusion de la cuisine, ainsi que la façade nord des communs forment  un ensemble inscrit aux monuments historiques. Il est aussi à remarquer la façade néo-gothique et Renaissance à arcs à accolades d'inspiration "vénitienne" surmontée d'un fronton monumental semi-circulaire formant une sorte de couronne.
- Un beffroi communal fut édifié en 1772, quasiment frère jumeau de celui de l'église de Congénies dont la terrasse abritait un campanile en fer forgé de forme pyramidale. Mais il fut entièrement reconstruit en 1928 après avoir été totalement détruit par la foudre en mars 1927. Il abrite de nos jours une ancienne cloche au sein de son campanile constitué de quatre arceaux de fer. Cette cloche, rescapée de la catastrophe de 1927, date de 1651 et a été fondue par Lonar Bordes, maître fondeur montpelliérain en activité au milieu du XVIIe siècle. Son diamètre est de 70 cm pour un poids estimé qui ne doit pas excéder 250 kg. Seules quatre autres cloches de L. Bordes sont connues, à ce jour, dans l'Hérault ainsi que quelques grands mortiers en bronze. Le campanile et sa cloche ont fait l'objet d'une totale rénovation en 2013.
- Anciennes carrières antiques, dites du bon temps, où se déroule le festival de jazz en juillet.
- Ancien moulin à vent.
- Anciens lavoirs de Corbière.
- Ancien moulin à eau médiéval du ruisseau de Corbière.
- Deux anciennes gares PLM-SNCF ayant équipé les deux lignes qui ont traversé la commune. ( Nîmes-Sommières; Sommières-Gallargues ).
- Écoles communales.
- Mas remarquables typiquement languedociens avec notamment pigeonniers près de l'ancien hameau  de Gavernes (Mas neuf, mas de Gavernes). présence d'une ancienne petite chapelle dédiée à saint Saturnin.
- Présence d'une pierre plantée près du Mas Neuf parfois décrite comme pouvant être un ancien menhir déplacé depuis Gavernes;Capitelles, cabanes en pierre sèche dans la garrigue, en très grand nombre comme dans les communes voisines du Sommiérois et Vaunage.

### Édifices religieux
- Église Saint-Benoît, d'origine médiévale de style roman édifiée sur une petite hauteur, rénovée et en partie reconstruite à la fin du XVIIe siècle après les guerres de Religion. Cloche présente dans une baie surmontant le pignon ouest la façade, non déchiffrée à ce jour (à priori début XXe siècle). Le prieuré simple et régulier de Saint-Benoît de Junas dépendait, au Moyen Âge, de l'abbaye d'Aniane[26]. Plusieurs enceintes semblent avoir protégé le site au fil des siècles. Ainsi, au détour d'une impasse, on remarque un grand porche d'époque et de style gothique.
- Temple protestant du XIXe siècle de style néoclassique édifié en 1821, clocher pignon (années 1880) en façade, postérieur, abritant une belle cloche richement décorée mais non déchiffrée du fondeur Eugène Beaudouin à Marseille. Mise en place de nouveaux vitraux modernes originaux et colorés en 2013.

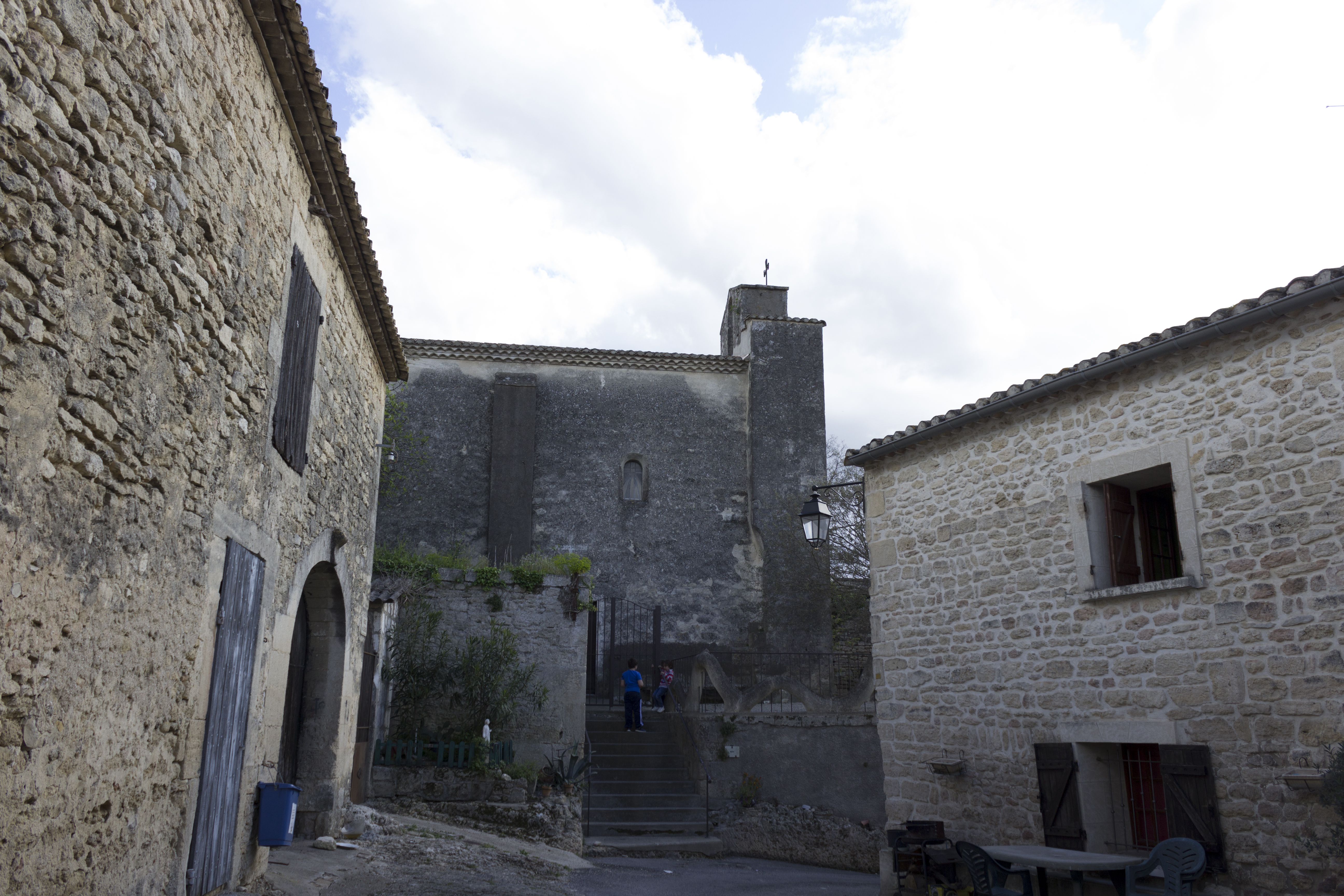
Église Saint-Benoît.
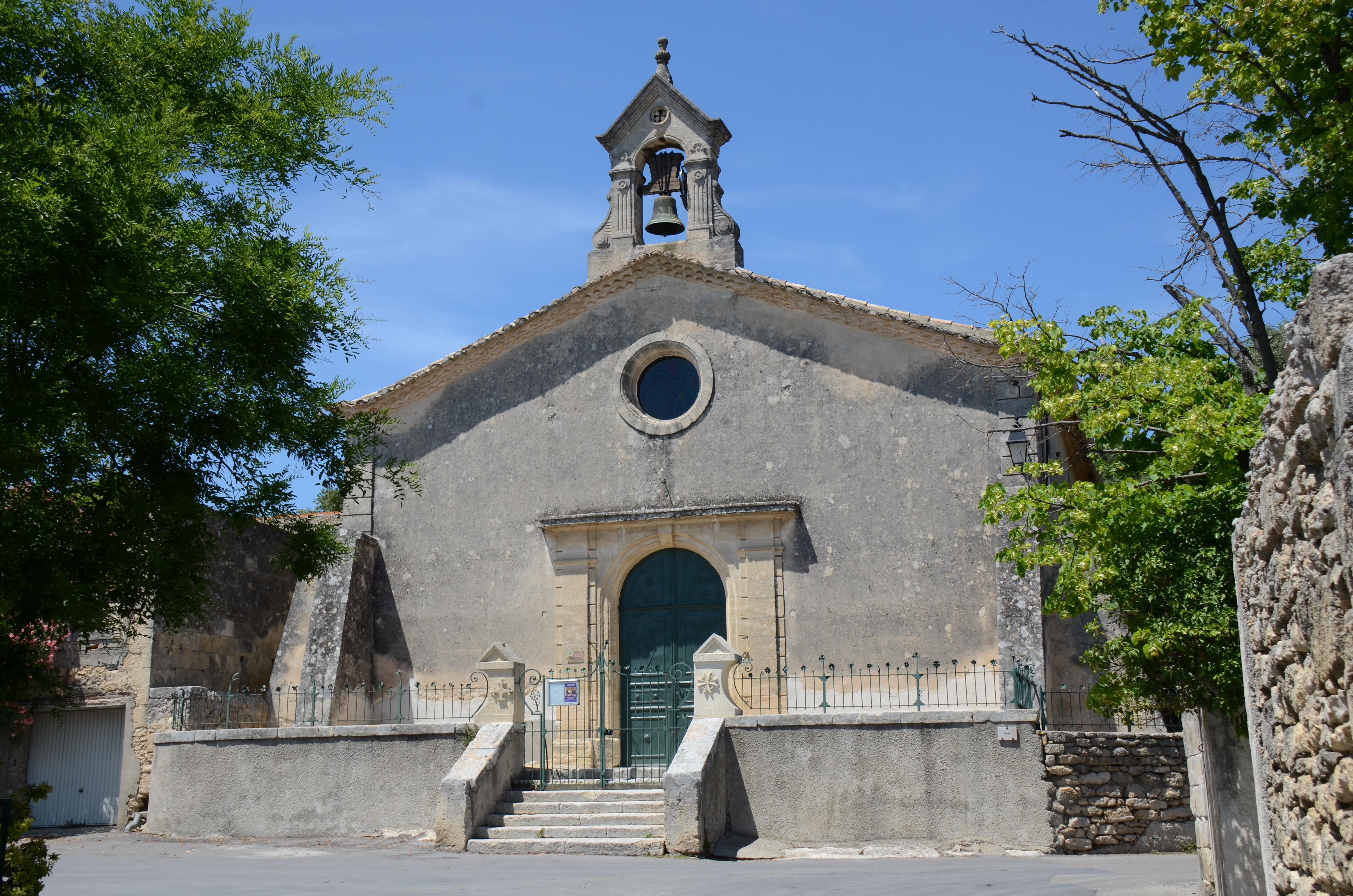
Temple protestant.

### Patrimoine environnemental
Anciennes carrières, pinèdes, garrigues et zone humide du ruisseau de Corbière.

### Personnalités liées à la commune
- Jean-Paul Sartre, à la fin de sa vie, passait ses vacances à Junas. Simone de Beauvoir dans La cérémonie des adieux évoque brièvement, mais de manière répétée, les séjours qu'il y fit.